# Pararge albipuncta
Pararge albipuncta är en fjärilsart som beskrevs av Barend J. Lempke 1947. Pararge albipuncta ingår i släktet Pararge och familjen praktfjärilar. Inga underarter finns listade i Catalogue of Life.